# Nathan Lane

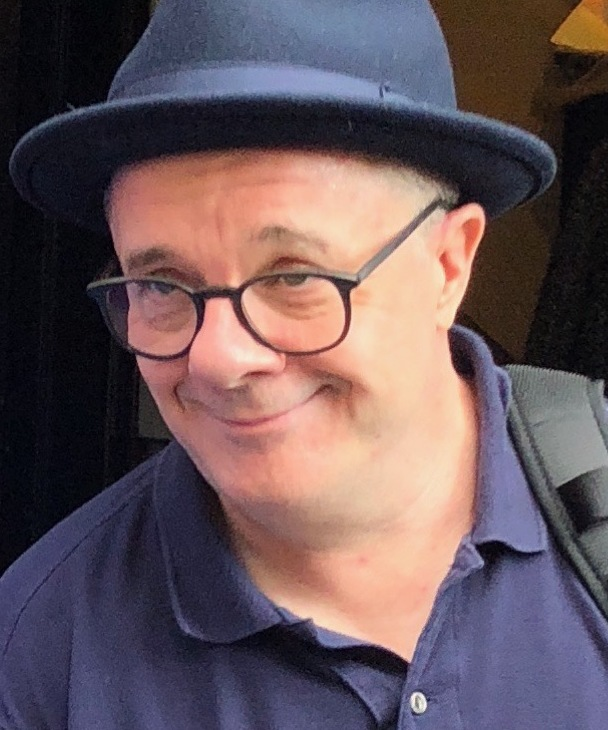
Nathan Lane (2018)

Nathan Lane, eigentlich Joseph Lane, (* 3. Februar 1956 in Jersey City, New Jersey) ist ein US-amerikanischer Musical- und Filmschauspieler.

## Leben
Nathan Lane beschloss während seiner Studienzeit, Schauspieler zu werden. So zog er nach Beendigung des Colleges nach New York City. Zu dieser Zeit legte er auch seinen eigentlichen Vornamen Joseph ab und benannte sich nach der Hauptfigur Nathan Detroit des Musicals Guys and Dolls.
Seine ersten Erfahrungen in der Filmbranche machte Lane 1981 im Fernsehfilm Jacqueline Susann's Valley of the Dolls. Weitere kleinere Fernsehrollen folgten, bis er sich vermehrt dem Musical widmete. Seine erste Rolle am Broadway hatte Lane 1991 in Terrence McNallys Lips Together, Teeth Apart. Seither gehört er zu den bekanntesten Musicaldarstellern in den Vereinigten Staaten. Film und Fernsehen ist er trotz seiner Broadwayerfolge immer treu geblieben. 
Mit 21 Jahren outete er sich vor seiner Mutter als homosexuell. Seit 2015 ist er mit dem Theaterproduzenten Devlin Elliot verheiratet.
Auch lieh er dem Charakter Timon in den Filmen Der König der Löwen, Der König der Löwen 2 – Simbas Königreich und Der König der Löwen 3 – Hakuna Matata seine Stimme. Für seine Interpretation des Filmsongs Hakuna Matata erhielt er 2023 eine Platin-Schallplatte in Großbritannien und eine Doppelplatin-Schallplatte in den USA.

## Filmografie (Auswahl)

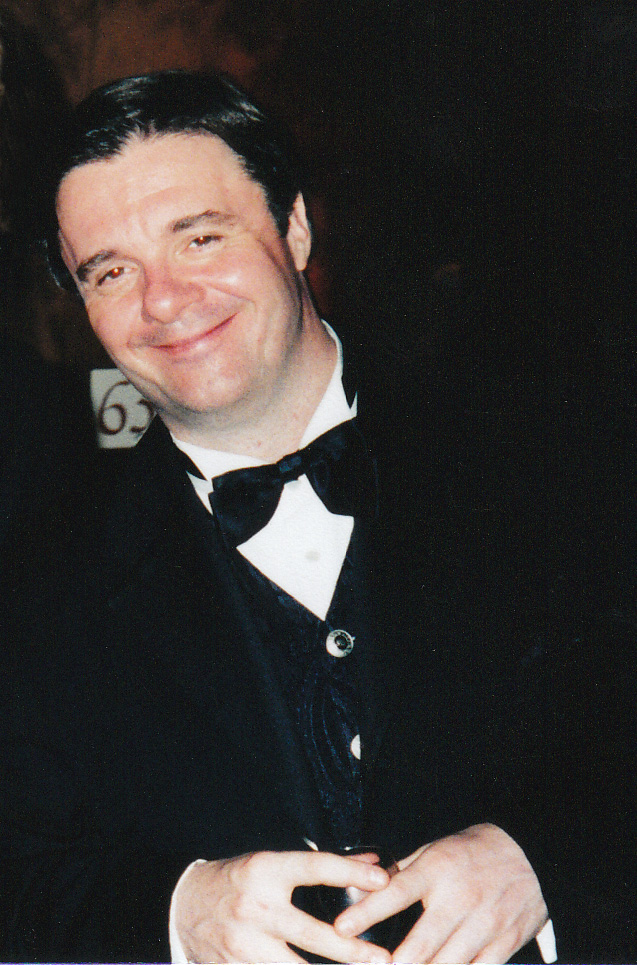
Lane bei den Emmy Awards, 1998

- 1986: Miami Vice (Folge "Das Kainsmahl")
- 1987: Wolfsmilch (Ironweed)
- 1990: Joe gegen den Vulkan (Joe Versus the Volcano)
- 1991: Na typisch! (He Said, She Said)
- 1991: Frankie & Johnny
- 1993: Hilfe! Jeder ist der Größte (Life with Mikey)
- 1994: Der König der Löwen (The Lion King, Stimme)
- 1994: Jeffrey
- 1995: Frasier (Fernsehserie, Folge 2x14)
- 1995: The Wizard of Oz in Concert (Fernsehfilm)
- 1996: The Birdcage – Ein Paradies für schrille Vögel (The Birdcage)
- 1997: Mäusejagd (MouseHunt)
- 1998: Encore! Encore! (Fernsehfilm)
- 1998: Der König der Löwen 2 – Simbas Königreich (The Lion King II: Simba’s Pride, Stimme)
- 1999: Stuart Little (Stimme)
- 1999: Auf den ersten Blick (At First Sight)
- 2000: Verlorene Liebesmüh’ (Love’s Labour’s Lost)
- 2000: Titan A.E. (Stimme)
- 2002: Stuart Little 2 (Stimme)
- 2002: Austin Powers in Goldständer (Austin Powers in Goldmember)
- 2002: Nicholas Nickleby
- 2002: Sex and the City (Fernsehserie, Folge 5x08)
- 2004: Total verknallt in Tad Hamilton (Win a Date with Tad Hamilton!)
- 2004: Der König der Löwen 3 – Hakuna Matata (The Lion King 1½, Stimme)
- 2005: The Producers
- 2008: Swing Vote – Die beste Wahl (Swing Vote)
- 2009: Der Nussknacker (The Nutcracker in 3D)
- 2009: Astro Boy – Der Film (Astro Boy, Stimme)
- 2010–2019: Modern Family (Fernsehserie, 10 Folgen)
- 2012: Spieglein Spieglein – Die wirklich wahre Geschichte von Schneewittchen (Mirror Mirror)
- 2012–2014: Good Wife (The Good Wife, Fernsehserie, 15 Folgen)
- 2016: American Crime Story (Fernsehserie, 8 Folgen)
- 2017: Sidney Hall
- 2018: The Blacklist (Fernsehserie, Folge 5x11)
- 2020: Penny Dreadful: City of Angels (Fernsehserie, 10 Folgen)
- seit 2021: Only Murders in the Building (Fernsehserie)
- 2022: The Gilded Age
- 2023: Beau Is Afraid
- 2024: Monster: Die Geschichte von Lyle und Erik Menendez (Fernsehserie, 9 Folgen)
- 2024: Elsbeth (Fernsehserie, Folge 2x1)
- 2025: Mid-Century Modern (Fernsehserie, 10 Episoden)

## Auszeichnungen
Tony Award
- Bester Schauspieler 1996 – A Funny Thing Happened on the Way to the Forum (Musical)
- Bester Schauspieler 2001 – The Producers (Musical)
- Bester Nebendarsteller 2018 - Angels in America (Theaterstück)
- Nominierung als Bester Schauspieler 1992 – Guys and Dolls
- Nominierung als Bester Schauspieler 2013 – The Nance
- Nominierung als Bester Nebendarsteller 2017 – The Front Page

Golden Globe Award
- Nominierung als Bester Nebendarsteller Comedy/Musical 1997 – The Birdcage – Ein Paradies für schrille Vögel
- Nominierung als Bester Hauptdarsteller Comedy/Musical 2006 – The Producers

Weitere Auszeichnungen
- American Comedy Award 1997 – The Birdcage – Ein Paradies für schrille Vögel
- Screen Actors Guild Award 1997 – The Birdcage – Ein Paradies für schrille Vögel